# Chapter One (альбом)
Chapter One (рус. Первая глава) — дебютный студийный альбом британской певицы Эллы Хендерсон, выпущенный 13 октября 2014 года.

## Контекст
18 ноября 2012 года, Элла Хендерсон заняв шестое место в девятом сезоне «The X Factor», вылетела, несмотря на то, что имела хорошие шансы для победы. 15 декабря, в интервью в ток-шоу «The Saturday Night Show» на RTÉ, она заявила о подписании контракта с лейблом Саймона Коуэлла «Sony Music». 22 января 2013 года, она снова подтвердила этот факт, сказав, что «самое главное, что я искала, была возможность принятия творческого участия с лучшей командой, чтобы показать лучшее от меня. Факт, что он позволил мне творческое участие стал подавляющим».
15 июня 2014 года, одновременно с выходом её дебютного сингла «Ghost» на позицию №1 в чартах Великобритании, Элла Хендерсон через серию твитов объявила конечную дату выхода альбома, назначенную на 22 сентября. Вскоре после этого она объявила на Твиттер, что альбом будет доступен для предварительного заказа на следующий день, то есть 16 июня 2014 года.
В интервью «Digital Spy» Хендерсон заявила, что «я пишу очень открыто и лирически, так что это очень похоже на открытый дневник. Я должна была убедиться, что он работает. Мне потребовалось некоторое время, чтобы получить треклист, но теперь я счастлива с ним». В интервью «Euronews» она призналась, что:
Было трудно, потому что мне нужно было найти свой стиль, мне нужно было обнародовать свои музыкальные пристрастия. Я перестала стесняться своих предпочтений, а это музыка 80-х, рэгги, пластинки, которые в своё время выпускала студия «Motown». И моя мама очень любила их слушать. Вообще мои вкусы были сформированы тем, что слушали мои родители. Так что мне пришлось и тут тоже определяться с тем, что нравится уже мне самой, ну а потом постараться найти свою дорогу в музыке. Я за эти годы выросла, у меня появились иные интересы, но сочинение музыки и работа над текстами по-прежнему остаются моим главными и любимыми занятиями. Я стараюсь переводить свои эмоции на язык нот и ритмов, не знаю, как я с этим справляюсь, это не мне судить.

## Кампания
В поддержку альбома, Хендерсон выступала на «Britain's Got Talent» и «Summertime Ball». 18 августа Хендерсон исполнила «Ghost» на концерте The X Factor Australia, что стало для неё дебютом на австралийской телесцене.

## Сингл
Песня «Ghost» была выпущена как сингл альбома 8 июня 2014 года, и быстро поднялась на первые строчки «UK Singles Chart» и «Irish Singles Chart».

## Список композиций
| №   | Название               | Автор(ы)                                                           | Продюсеры                      | Длительность |
| --- | ---------------------- | ------------------------------------------------------------------ | ------------------------------ | ------------ |
| 1.  | «Ghost»                | Элла Хендерсон, Райан Теддер, Ноэль Занканелла                     | Райан Теддер, Ноэль Занканелла | 3:36         |
| 2.  | «Empire»               | Элла Хендерсон, Камилла, Петер Келлехер, Бен Кон, Том Бэрнс        | TMS                            | 3:49         |
| 3.  | «Glow»                 | Камилла, Стив Мак                                                  | Стив Мак                       | 3:48         |
| 4.  | «Yours»                | Элла Хендерсон, Джош Рекорд                                        | Джош Рекорд                    | 2:48         |
| 5.  | «Mirror Man»           | Элла Хендерсон, LP, Al Shux, Лаура Перголицци                      | Al Shux                        | 3:42         |
| 6.  | «Hard Work»            | Элла Зендерсон, Салаам Реми                                        | Salaamremi.com                 | 4:32         |
| 7.  | «Pieces»               | Элла Хендерсон, Петер Келлехер, Бен Кон, Том Бэрнс, Йохан Карлссон | TMS                            | 3:43         |
| 8.  | «The First Time»       | Элла Хендерсон, Антонио Ламар Диксон, Кеннет «Бэйбифейс» Эдмондс   | Гарри Перес, Бэйбифейс         | 3:47         |
| 9.  | «All Again»            | Элла Хендерсон, Джейми Скотт                                       | Джейми Скотт, Тоби Смит        | 4:11         |
| 10. | «Give Your Heart Away» | Йохан Карлссон                                                     | @Oakwud                        | 3:31         |
| 11. | «Rockets»              | Элла Хендерсон, Клод Келли, Стив Робсон                            | TMS, Steve Robson              | 3:41         |
| 12. | «Lay Down»             | Элла Хендерсон, Петер Келлехер, Бен Кон, Том Бэрнс                 | TMS                            | 4:18         |
| 13. | «Missed»               | Элла Хендерсон, Даррен Албони, Кристиан Гилберт                    | Скотт, Тони Смитт              | 3:14         |

| №   | Название                                                        | Автор(ы)                                                                         | Продюсеры       | Длительность |
| --- | --------------------------------------------------------------- | -------------------------------------------------------------------------------- | --------------- | ------------ |
| 14. | «Billie Holiday»                                                | Элла Хендерсон, Ричард «Биф» Станнард, Брэдфорд Эллис, Эш Хоус, Джимми Нэйпс     | Ричард Станнард | 3:17         |
| 15. | «Beautifully Unfinished»                                        | Элла Хендерсон, Стив Робсон, Линди Роббинс                                       | Стив Робсон     | 3:40         |
| 16. | «1996»                                                          | Элла Хендерсон, Йохан Карлссон                                                   | Даро Торимиро   | 2:51         |
| 17. | «Five Tattoos»                                                  | Элла Хендерсон, Даррен Албони                                                    | TMS             | 3:03         |
| 18. | «Giants»                                                        | Элла Хендерсон, Клод Келли, Стив Робсон                                          | Стив Робсон     | 3:37         |
| 19. | «Believe» (акустическая) (Chapter One Sessions EP)              | Брайан Хиггинс, Стюарт МакЛеннен, Пол Барри, Стивен Торч, Мэтью Грей, Тим Поуэлл |                 |              |
| 20. | «Rockets» (акустическая) (Chapter One Sessions EP)              | Элла Хендерсон, Клод Келли, Стив Робсон                                          |                 |              |
| 21. | «Give Your Heart Away» (акустическая) (Chapter One Sessions EP) | Элла Хендерсон                                                                   |                 |              |

## Релизы
| Страна         | Дата            | Формат       | Лейбл      |
| -------------- | --------------- | ------------ | ---------- |
| Ирландия       | 10 октября 2014 | CD, цифровой | Syco Music |
| Великобритания | 13 октября 2014 | CD, цифровой | Syco Music |
| Австралия      | 17 октября 2014 |              |            |